# Horn (montagna)
Horn è una montagna alta 591 metri sul mare situata sull'isola di Eysturoy, nell'arcipelago delle Isole Fær Øer, in Danimarca.